# 延元
延元（1336年二月二十九日至1340年四月二十八日）是日本南朝的年號之一。這個時代的南朝天皇是後醍醐天皇與後村上天皇。

## 改元
- 建武三年二月二十九日（1336年4月11日）改元延元
- 延元五年四月二十八日（1340年5月25日）改元興國

## 出處
- 《梁書》

## 紀年、西曆、干支對照表
| 延元       | 元年     | 二年     | 三年     | 四年     | 五年     |
| 北朝年號   | 建武三年 | 建武四年 | 曆應元年 | 曆應二年 | 曆應三年 |
| 儒略曆日期 | 1336年   | 1337年   | 1338年   | 1339年   | 1340年   |
| 干支       | 丙子     | 丁丑     | 戊寅     | 己卯     | 庚辰     |